# Keep It To Yourself
 (mai 2012).
Si vous disposez d'ouvrages ou d'articles de référence ou si vous connaissez des sites web de qualité traitant du thème abordé ici, merci de compléter l'article en donnant les références utiles à sa vérifiabilité et en les liant à la section « Notes et références ».
Albums de MullMuzzler
MullMuzzler 2
(2001)
Keep It To Yourself est le premier album solo de James LaBrie (chanteur du groupe de metal progressif américain Dream Theater).
Cet album est sorti en 1999.

## Liste des titres
1. His Voice (3:43)
2. Statued (3:23)
3. The Shores of Avalon (7:51)
4. Beelzebubba (5:20)
5. Guardian Angel (7:27)
6. Sacrifice (5:14)
7. Lace (4:14)
8. Slow Burn (6:20)
9. As A Man Thinks (8:11)